# Ginnifer Goodwin
Ginnifer Michelle Goodwin, rodným jménem Jennifer Michelle Goodwin, přezdívaná Gigi (* 22. května 1978, Memphis, Tennessee, USA) je americká herečka. Nejvíce se proslavila rolí Margene Heffman v seriálu stanice HBO Velká láska a dále za role ve filmech Úsměv Mony Lisy (2003), Walk the Line (2005), Až tak moc tě nežere (2009), Ramona a Beezus (2010) a Tvůj snoubenec, můj milenec (2011). Během let 2011 až 2018 hrála hlavní roli v seriálu stanice ABC Bylo, nebylo. Také propůjčila svůj hlas v roce 2016 disney filmu Zootropolis: Město zvířat (2016).

## Životopis
Ginnifer se narodila v Memphisu v Tennessee. Její matka Linda pracovala pro FedEx a Apple a její otec Tim Goodwin vlastnil nahrávací studio. Její mladší sestra Melissa Goodwin pracuje jako animátorka na show jako například Robot Chicken, do kterého samotná Ginnifer propůjčila svůj hlas. V roce 1996 odmaturovala na Lausanne Collegiete School a později po dobu jednoho roku navštěvovala Hanover College, ale titul v umění získala na Bostonské univerzitě. Po získání titulu studovala v Anglii v Shakespearském institutu s Národní Shakespearskou společností.

## Kariéra
Ve filmu a v televizi účinkuje od roku 2000, kde se poprvé objevila v televizním seriálu Ed, v hraném filmu si poprvé zahrála větší roli ve snímu Úsměv Mony Lisy, kde hrála vysokoškolskou studentku Conni Bakerovou, kterou vyučuje Katherine Ann Watson (Julia Robertsová). Ve snímku Single Man si zahrála s Julianne Moore a Colinem Firthem. V roce 2004 si hahrála hrála 1. manželku Johnyho Cashe Vivian ve snímku Walk the Line.
V únoru 2009 vyšel film Až tak moc tě nežere, ve kterém si Ginnifer zahrála roli Gigi. Za roli obdržela nominaci na People's Choice Awards. V dubnu 2009 začala nahrávat film Ramona, ve kterém hraje tetu Beu.
V roce 2011 získala jednu z hlavních rolí v seriálu stanice ABC Bylo, nebylo. V seriálu hrála Sněhurku a Mary Margaret.
V roce 2019 se objevila v seriálu The Twilight Zone a Heartstrings a také získala hlavní roli Beth Ann v seriálu Why Women Kill.

## Osobní život
Ginnifer chodila s hercem Chrisem Klainem, se kterým se rozešla v roce 2008. Později začala chodit s hercem Joeym Kernem, se kterým se v prosinci 2010 zasnoubila. V květnu 2011 zásnuby odvolali. Na podzim roku 2011 začala chodit s hercem ze seriálu Bylo, nebylo Joshem Dallasem. Pár se v říjnu 2013 zasnoubil a 12. dubna 2014 v Kalifornii uzavřeli sňatek. Mají dva syny, jeden se narodil v roce 2014 a druhý 2016.

## Filmografie

### Film
| Rok  | Název                           | Role                     | Poznámky                                                                               |
| ---- | ------------------------------- | ------------------------ | -------------------------------------------------------------------------------------- |
| 2000 | Zelda: An Extrospective Journey | Zelda                    | Krátký film                                                                            |
| 2003 | Úsměv Mony Lisy                 | Constance "Connie" Baker |                                                                                        |
| 2004 | Rande s celebritou              | Cathy Feely              |                                                                                        |
| 2005 | Walk the Line                   | Vivian Liberto           |                                                                                        |
| 2006 | Love Comes to the Executionar   | Dori Durnchovic          |                                                                                        |
| 2007 | Na území žen                    | Janey                    |                                                                                        |
| 2007 | Den zlomu                       | Molly Rifkin             |                                                                                        |
| 2008 | Vyletět z hnízda                | Ida Tanager              |                                                                                        |
| 2009 | Až tak moc tě nežere            | Gigi Phillips            |                                                                                        |
| 2009 | A Single Man                    | Paní Stunk               |                                                                                        |
| 2010 | Ramona                          | Teta Bea                 |                                                                                        |
| 2011 | Noc je ještě mladá              | Banky                    |                                                                                        |
| 2011 | Tvůj snoubenec, můj milenec     | Rachel White             | Nominace – Teen Choice Award v kategorii Nejlepší filmová herečka – romantická komedie |
| 2016 | Zootropolis: Město zvířat       | Judy Hopkavá (hlas)      |                                                                                        |

### Televize
| Rok        | Název                                          | Role                   | Poznámky |
| ---------- | ---------------------------------------------- | ---------------------- | --- |
| 2001-04    | Ed                                             | Diane Snyder           | 25 dílů |
| 2001       | Zákon a pořádek: Zločinné úmysly               | Erica                  | díl: „Myth of Fingerprints“ |
| 2002       | Por'n Chicken                                  | Maya                   | TV film |
| 2005-07    | Robot Chicken                                  | Různé (hlas)           | 7 dílů |
| 2006-11    | Velká láska                                    | Margene Heffman        | 53 dílů |
| 2007       | Velká láska: Na začátku                        | Margene Heffman        | 2 díly |
| 2009       | Crappy Hollidays Presents                      |                        | díl: „Welcome to the Bikini Bottom Triangl“ |
| 2011       | Margene's Blog                                 | Margene Henrickson     | díl: „Crush Story“ |
| 2011       | Pět žen                                        | Charlotte              | TV film |
| 2011–2018  | Bylo, nebylo                                   | Mary Margaret/Sněhurka | Hlavní role, 135 dílů Nominace – Teen Choice Award v kategorii Nejlepší seriálová herečka – fantasy/sci-fi (2012–2016) Nominace – People's Choice Award v kategorii Nejlepší seriálová herečka – fantasy/sci-fi (2013–2016) Nominace – People's Choice Award v kategorii Nejlepší seriálová dvojice (s Joshem Dallasem) (2015) |
| 2012       | Electric City                                  | Jean Marie St. Cloud   | 20 dílů |
| 2013       | Vražda prezidenta Kennedyho                    | TV film                | |
| 2014       | Sofia První                                    | Gwen (hlas)            | díl: „Gizmo Gwen“ |
| 2015       | Who Do You Think You Are?                      | Samu sebe              | díl: „Ginnifer Goodwin“ |
| 2019       | I Am Somebody's Child: The Regina Louise Story | Jeanne Kerr            | TV film, také výkonná producentka |
| 2019       | The Twilight Zone                              | Eve Martin             | díl: „Point of Origin“ |
| 2019       | Heartstrings                                   | Genevieve              | díl: „These Old Bones“ |
| 2019–dosud | Why Women Kill                                 | Beth Ann               | hlavní role |